# Morinda fasciculata
Morinda fasciculata är en måreväxtart som beskrevs av George Bentham. Morinda fasciculata ingår i släktet Morinda och familjen måreväxter. Inga underarter finns listade i Catalogue of Life.